# アニーよ銃をとれ (映画)
『アニーよ銃をとれ』（アニーよじゅうをとれ、Annie get your gun）は、1950年に公開されたアメリカ合衆国のテクニカラーのミュージカル・コメディ映画作品。
射撃手アニー・オークレイの人生を大まかに基にしている。
1946年のミュージカル「アニーよ銃をとれ」をベースに、アーヴィング・バーリン作詞作曲、シドニィ・シェルダン脚本、ジョージ・シドニー監督でメトロ・ゴールドウィン・メイヤーがリリースした。当初主演のジュディ・ガーランドが撮影1か月で監督と衝突、度重なる遅刻や欠席で降板となるなど製作やキャスティングで問題があったにもかかわらず、アカデミー賞において美術賞、撮影賞、編集賞の3部門でノミネートされ、アカデミー作曲賞を受賞した。主演のベティ・ハットンはゴールデングローブ賞において主演女優賞にノミネートされた。

## 出演者
- アニー・オークレイ：ベティ・ハットン
- フランク・バトラー：ハワード・キール
- バッファロー・ビル：ルイス・カルハーン
- チャーリー・デヴンポート：キーナン・ウィン
- ドリー・テイト：ベネイ・ヴェナッタ
- シッティング・ブル：J・キャロル・ネイシュ
- パウニー・ビル：エドワード・アーノルド

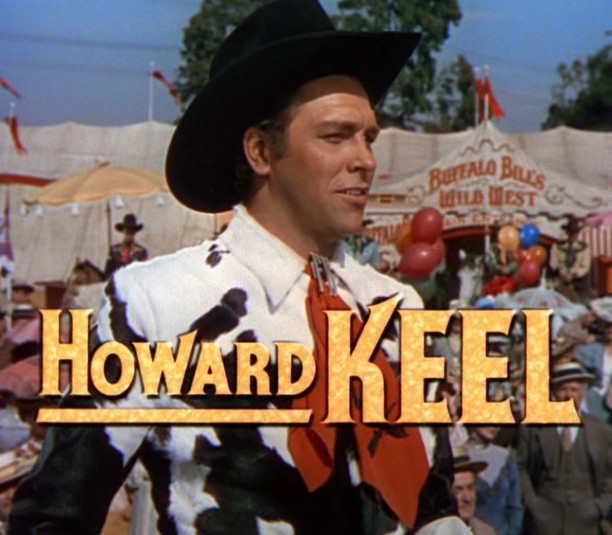
フランク・バトラー役のハワード・キール

- フォスター・ウィルソン：クリントン・サンドバーグ
- ヴィクトリア女王：イヴリン・ベアズフォード
- インディアン・ブレーヴ：ジョン・ウォー・イーグル(クレジット無し)
- リトル・ホース：チーフ・ヨーラチー(クレジット無し)

## 使用楽曲
1. "Colonel Buffalo Bill" — チャーリー、ドリー、アンサンブル
2. "Doin' What Comes Natur'lly" — アニー、姉妹たち
3. "The Girl That I Marry" — フランク
4. "You Can't Get a Man with a Gun" — アニー
5. ショウほど素敵な商売はない （"There's No Business Like Show Business" ）— フランク、バッファロー・ビル、チャーリー・デヴンポート、アニー、アンサンブル
6. "They Say It's Wonderful" — アニー、フランク
7. "There's No Business Like Show Business (Reprise)" — アニー
8. "My Defenses Are Down" — フランク、アンサンブル
9. "I'm an Indian Too" — アニー
10. "I Got the Sun in the Morning" — アニー
11. "Anything You Can Do" - アニー、フランク

映画化に際し、「"I'm a Bad, Bad Man"」、「"Moonshine Lullaby"」、「"I Got Lost in His Arms"」はカットされた。「"An Old Fashioned Wedding"」は1966年再演のために作曲されたため含まれない。サウンドトラック2000年版には映画版使用楽曲全曲に加え、映画公開前にカットされたハットンの曲「"Let's Go West Again"」、ウィンの「"Colonel Buffalo Bill"」別テイク、ガーランドによるアニーの曲が収録された。

## 製作の経緯

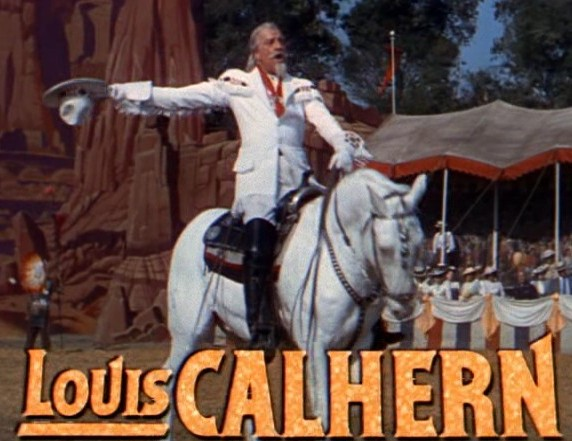
バッファロー・ビル役のルイス・カルハーン

当初予算は、作詞作曲のアーヴィング・バーリンと脚本のフィールズ兄妹にに60万ドルの報酬を含む150万ドルで、1948年のバーリン作詞作曲の「イースター・パレード」の予算230万ドルより低いものであった。
ベティ・ハットンがアニー・オークレイ役、アメリカ映画デビューとなったハワード・キールがフランク・バトラー役、ベネイ・ヴェナッタがドリー・テイト役、ルイス・カルハーンがバッファロー・ビル役を演じた。当初バッファロー・ビル役はフランク・モーガンが配役されていたが、1949年に心臓発作で急逝したためカルハーンが代役を務めた。
当初は、MGM最大のミュージカル・コメディ・スターであるジュディ・ガーランドがアニー役に割り当てられていた。サウンドトラックのために全ての曲をレコーディングし、バスビー・バークレー監督、ロバート・アルトン振付監督のもと2か月間参加していた。1930年代および1940年代、バークレーとガーランドは、ガーランドと同世代で子役スターであったミッキー・ルーニーと共に数々のバックステージ物のヒット・ミュージカルを製作していた。しかし1943年、バークレーはガーランドとルーニーの出演するミュージカル映画『ガール・クレイジー』でミュージカル監督のロジャー・イーデンスやガーランドと衝突し、さらには楽曲「アイ・ガット・リズム」収録時にドクターストップとなったため降板となった。6年後、プロデューサーのアーサー・フリードはバークレーが大がかりな演出に長けているとして「アニーよ銃をとれ」に必要な人材と考えた。しかしガーランドとは不仲であり、すぐに衝突した。ガーランドは夫で映画監督のヴィンセント・ミネリとの関係に悩んでいた上に過労により薬物中毒に苦しんでいた。ヒット・ミュージカル映画となる『グッド・オールド・サマータイム』が完成したばかりで、他のミュージカル作品で大役を引き受けられる状態でなく、過去のいざこざからバークレーと撮影することに気が乗らなかった。エセル・マーマンのイメージが強い実在のアニー・オークレイの役作りがうまくいかず、映画化にはバークレーの監督は力量不足であるとも感じていた。ガーランドはバークレーの大仰な監督スタイルを不快に思い、バークレーが俳優やスタッフに怒鳴るたびにガーランドはセットから出て行った。ガーランドはルイス・B・メイヤー社長にバークレーの文句を言い、降板させるよう要請した。バークレーがこれまで撮影したフィルムを視聴した後、プロデューサーのフリードはバークレーを解雇し、チャールズ・ウォルタースを後継とした。監督が変更になったにもかかわらず、激痩せと過労のガーランドは撮影のたびに遅刻や欠席を繰り返した。数回の警告後、MGMはガーランドとの契約を破棄して解雇した。ガーランドは自身の意思に反して解雇されたと報道陣に語り、ボストンの病院に体調回復のため数週間入院した。
ベティ・ギャレットがガーランドの後継候補に挙がったが、スタジオとの契約が終了しており、ギャレットのエージェントはスタジオへの復帰に法外な金額を要求した。ジンジャー・ロジャースはアニー役を熱望したが、プロデューサーはロジャースがアニー役には成熟し、グラマー過ぎると考えた。ロジャースによるとメイヤーがロジャースに「絹のストッキングとハイヒールが似合う。アニー役は君ではない」と語ったとされる。パラマウント・ピクチャーズのトップ・ミュージカル・コメディ・スターのベティ・ハットンはMGMとパラマウントにアニー役を懇願した。パラマウントからMGMに貸し出す形でハットンはアニー役を勝ち取った。監督はウォルタースからジョージ・シドニーに交代し、5か月後に撮影は再開された。
ハットンによると、ガーランドの後釜ということで共演者やスタッフから冷遇された。2000年7月18日放送のターナー・クラシック・ムービーズの「"Private Screenings"」でのロバート・オズボーンとのインタビューで、ハットンは共演者たちは敵意を持ち、MGMのマネージメントは感謝も示さずニューヨークでのプレミアに招待しなかったと語った。誰もがハットンは共演者のハワード・キールとは不仲だったと語った。数年後、キールはハットンが目立ち過ぎで不安定だったと語った。キールは自伝「Only Make Believe: My Life in Show Business」で、ハットンはキールが自分より目立とうとしていると考え、ハットンが満足するまで35回も撮り直したと綴った。ハットンは自身の回顧録「Backstage You Can Have」で、キールは未熟で、ハットンより目立とうとしていたと綴った。ハットンに親切で尊重してくれたのはルイス・カルハーンだけだったとされる。ある日ガーランドがセットを訪れ、ハットンが快活に挨拶したところ、ガーランドが不愉快そうな顔をした。数年後、2人はラスベガスでそれぞれ公演があり親しくなった。ハットンによると、ガーランドは自分ではアニー役にふさわしくないと考えており、ハットンがアニー役を引き受けてくれて安堵した。
ガーランドは「"Doin' What Comes Naturally"」と「"I'm an Indian, Too"」の2曲のみ収録済みであり、1994年のドキュメンタリー映画「ザッツ・エンターテインメント PART3」でMGMにより公式に初公開された。「アニーよ銃をとれ」でガーランドが収録に参加したものは全て残っており、2000年、ハットンの演じる同じシーンを含みライノ・エンタテインメントより公式に初のコンプリート、リマスターのサウンドトラックCDがリリースされた。

## 公開および評価
1950年5月17日、ニューヨークにあるロウズ・ステート・シアターで公開された。製作中の度重なる問題にもかかわらず、批評家からおおむね好評を得た。
この年、最もヒットした映画の1つとなった。公開初週、MGMは興行収入をアメリカとカナダで470万8千ドル、海外で304万8千ドルを記録し、利益は106万1千ドルとなった。
1973年、アーヴィング・バーリンとMGMの間で楽曲の権利が問題となり、約30年ほど上映されなかった。2000年の50周年には再び全編視聴可能となった。
ハットンの衣装の1つ、ワイルド・ウエスト・ショー初出演および「ショウほど素敵な商売はない」リプライズで使用されたものがフロリダ州ポンパノビーチにあるCostume World Broadway Collection Museumで常設展示されている。

## 受賞歴
- アカデミー作曲賞 (受賞)[13]
- アカデミー美術賞 (セドリック・ギボンズ、ポール・グロッシー、エドウィン・B・ウィリス、リチャード・ペファール) (ノミネート)
- アカデミー撮影賞, カラー (ノミネート)
- アカデミー編集賞 (ノミネート)
- ゴールデングローブ賞 映画部門 主演女優賞 (ミュージカル・コメディ部門) - ベティ・ハットン (ノミネート)
- Photoplay 最も人気のある女性スター - ベティ・ハットン (受賞)
- 全米脚本家組合賞 アメリカ・ミュージカル脚本賞 - シドニィ・シェルダン (受賞)